# Hanan Mohamed Al Kuwari
Hanan Mohamed Al Kuwari es un profesional catarí de gestión sanitaria. En 2015, fue incluida en el puesto 20 de la lista de las 100 mujeres más poderosas en la revista CEO Middle East. Fue nombrada Ministra de Salud Pública de Qatar en enero de 2016 y forma parte de múltiples consejos médicos en Catar y Estados Unidos.

## Trayectoria
Estudió en la Universidad Brunel en Reino Unido, y obtuvo su doctorado en Gestión Sanitaria en 2002. Ha trabajado para la Organización Mundial de la Salud (OMS), para la agencia británica de noticias Reuters y como periodista de salud freelance. Entró en el campo de la gestión sanitaria en 1996 al incorporarse al Hospital de Mujeres de Hamad Medical Corporation (HMC). Desde 2007, ocupa el puesto de directora general de esta organización.
Al Kuwari ocupa varios puestos en diferentes instituciones y organisimos. Es presidenta del Consejo Asesor Internacional del Sistema Académico de Salud,al igual que del Consejo Asesor Internacional del Hamad Healthcare Quality Institute. También es copresidenta del Consejo Asesor Conjunto de Weill Cornell Medicine de Catar. Es miembro de la Junta de Regentes y gobernadora en la Junta Directiva de Sidra Medicine. Además, es vicepresidenta de la Junta Directiva del Instituto de Medicina de Precisión de Catar, miembro de la Junta Directiva de la Fundación Catar para el Trabajo Social y miembro del Consejo de Investigación, Desarrollo e Innovación de Catar de la Fundación Catar.
Como Ministra de Salud Pública de Catar, Al Kuwari es responsable de las funciones del Ministerio de Salud Pública, lo que implica la supervisión de todos los programas en los sectores público y privado. Trabaja para garantizar la eficiencia de los proveedores de servicios y los programas de servicios de salud pública, y el crecimiento de las estrategias nacionales de salud y salud pública de Catar.

## Reconocimientos
En octubre de 2018, Al Kuwari fue elegida miembro internacional de la Academia Nacional de Medicina (NAM) de Estados Unidos.
La revista Forbes incluyó a Al Kuwari en el segundo lugar entre los "50 principales líderes de atención médica en 2022" de Oriente Medio y en el octavo lugar entre las "100 empresarias más poderosas del mundo árabe" en 2023.